# Kadenca
Kadenca (lat. cadere - pasti) zaznamuje zvezo akordov, ki zaključijo glasbene misli - melodije. Vezave akordov zaznamujejo krajše ali daljše dele (zaključke) skladb kot glasbena ločila.
Najbolj pogoste in tudi največkrat uporabljene so naslednje vezave akordov:
- AVTENTIČNA KADENCA (avtentičen - prvotni, osnovni) je sestavljena iz tonov trozvoka V. in I. stopnje lestvice (zveza dominante s toniko, D - T). Osnovna tona sta v odnosu za kvarto navzgor in kvinto navzdol.
- PLAGALNA KADENCA (plagalen - stranski) nastopi z vezavo trozvoka IV. in I. stopnje (zveza subdominante s toniko, S - T). Imenujemo jo tudi amen kadenca. Osnovna tona sta v odnosu za kvinto navzgor oziroma kvarto navzdol.
- RAZŠIRJENA AVTENTIČNA KADENCA nastopi najpogosteje na zaključku skladb kot potrditev tonalitete (zveza akordov T - S - D - T).